# Judy Grable
Pour les articles homonymes, voir Grable.

Nellya Burres-Baughman (née le 21 août 1935 à Bremerton dans l'état de Washington et morte le 11 mai 2008) est une catcheuse (lutteuse professionnelle) américaine plus connue sous le nom de Judy Grable.

## Jeunesse
Baughman est la cadette d'une fratrie composée de quatre frères et une sœur. Elle est un garçon manqué et déclare avoir fait de la lutte au lycée.

## Carrière

### Débuts (1938–1946)
En 1938, alors âgée de 13 ans, elle entre dans le monde du catch professionnel sous le nom de Judy Grable. Elle est entraînée par The Fabulous Moolah dans son école d'entraînement à Columbia en Caroline du Sud. Les femmes entraînées par Moolah travaillent à Boston dans la promotion de Paul Bowser (en). Grable et Moolah y développent une rivalité.
Elle lutte alors dans le circuit indépendant. Elle gagne le Championnat féminin de l'AWW le 14 mai 1947, son premier succès en tant que catcheuse professionnelle. Elle a été surtout heel.

### National Wrestling Alliance (1946–1956)
Elle s'oppose à Mildred Burke pour le titre du Championnat du Monde Féminin de la NWA à plusieurs occasions. Elle lutte à la National Wrestling Alliance (NWA) au cours des années 1940 et 1950. Elle bat The Fabulous Moolah le 21 juillet 1952. En septembre 1956, une bataille royale a lieu pour déterminer la première NWA World Women's Championship. Elle perd face à sa rivale de longue date, The Fabulous Moolah. Elle fait un face-turn mais en raison d'une maladie elle dut mettre fin à sa carrière en 1956.

### Postérité
Judy Grable est reconnue et introduite le 31 mars 2017 au Hall of Fame de la WWE, la plus grande fédération de catch américain.

## Palmarès et récompenses
- American Women's Wrestling
  - 2 fois Championne de l'AWW
- Cauliflower Alley Club
  - « Ladies Wrestling Award » en 2002[4]
- WWE
  - WWE Hall of Fame (2017)[5]

## Autres médias
Judy Grable apparait dans le film-documentaire Lipstick and Dynamite, Piss and Vinegar: The First Ladies of Wrestling sorti en 2004, qui retrace l'histoire du catch féminin.

Elle est aussi connue auprès du public américain pour être passé le 20 septembre 1959 dans l'émission What's My Line?(quel est mon métier ?) avec Groucho Marx comme panéliste invitée. Épisode célèbre pour les pitreries de ce dernier, ainsi que pour les lapsus du panéliste résident Dorothy Kilgallen et du présentateur John Daly.